# ... والحقيبة في النهر (اختلال ضال)
«... والحقيبة في النهر» (بالإنجليزية: ...And the Bag's in the River)‏ هي الحلقة الثالثة للموسم الأول من مسلسل إيه إم سي التلفزيوني الدرامي اختلال ضال. كتبها فينس غيليغان وأخرجها آدم بيرنستاين، بُثَّت على إيه إم سي في الولايات المتحدة وكندا في 10 فبراير 2008.

## وصلات خارجية
- «... والحقيبة في النهر» على إيه إم سي (بالإنجليزية)
- «... والحقيبة في النهر» على قاعدة بيانات الأفلام على الإنترنت (بالإنجليزية)